# Pryszczowa Góra
Pryszczowa Góra – wieś w Polsce położona w województwie lubelskim, w powiecie lubelskim, w gminie Niemce.
W latach 1975–1998 miejscowość administracyjnie należała do ówczesnego województwa lubelskiego.
Wieś stanowi sołectwo gminy Niemce. Według Narodowego Spisu Powszechnego z roku 2011 wieś liczyła 135 mieszkańców.
Wierni Kościoła rzymskokatolickiego należą do parafii Narodzenia Najświętszej Maryi Panny i św. Sebastiana w Krasieninie.

## Historia
Według Słownika geograficznego Królestwa Polskiego z roku 1888, Pryszczowa Góra – kolonia w ówczesnym powiecie lubartowskim, gminie Samokleski, parafii Krasienin, w roku 1885 posiadała 27 osad z gruntem 862 mórg oraz 249 mieszkańców. Powstała na obszarze dóbr Krasienin.